# Parafia Zesłania Ducha Świętego w Staniszczach Małych
Parafia Zesłania Ducha Świętego w Staniszczach Małych – parafia rzymskokatolicka, znajdująca się w diecezji opolskiej, w dekanacie Zawadzkie. Od 24 sierpnia 2023 proboszczem ex currendo parafii jest ks. Norbert Nowainski, proboszcz parafii  św. Karola Boromeusza w Staniszczach Wielkich